# マリー・エレオノーレ・ツー・ヴィート
マリー・エレオノーレ・ツー・ヴィート（Marie Eleonore Prinzessin zu Wied, 1909年2月19日 - 1956年9月29日）は、ドイツ・ライン＝プファルツ地方の旧諸侯ヴィート家の侯女。ルーマニア王室との縁戚関係のため、ルーマニア人民共和国政府の迫害を受けた。マニナ・ツー・ヴィート（Manina zu Wied）の通称で呼ばれた。

## 生涯

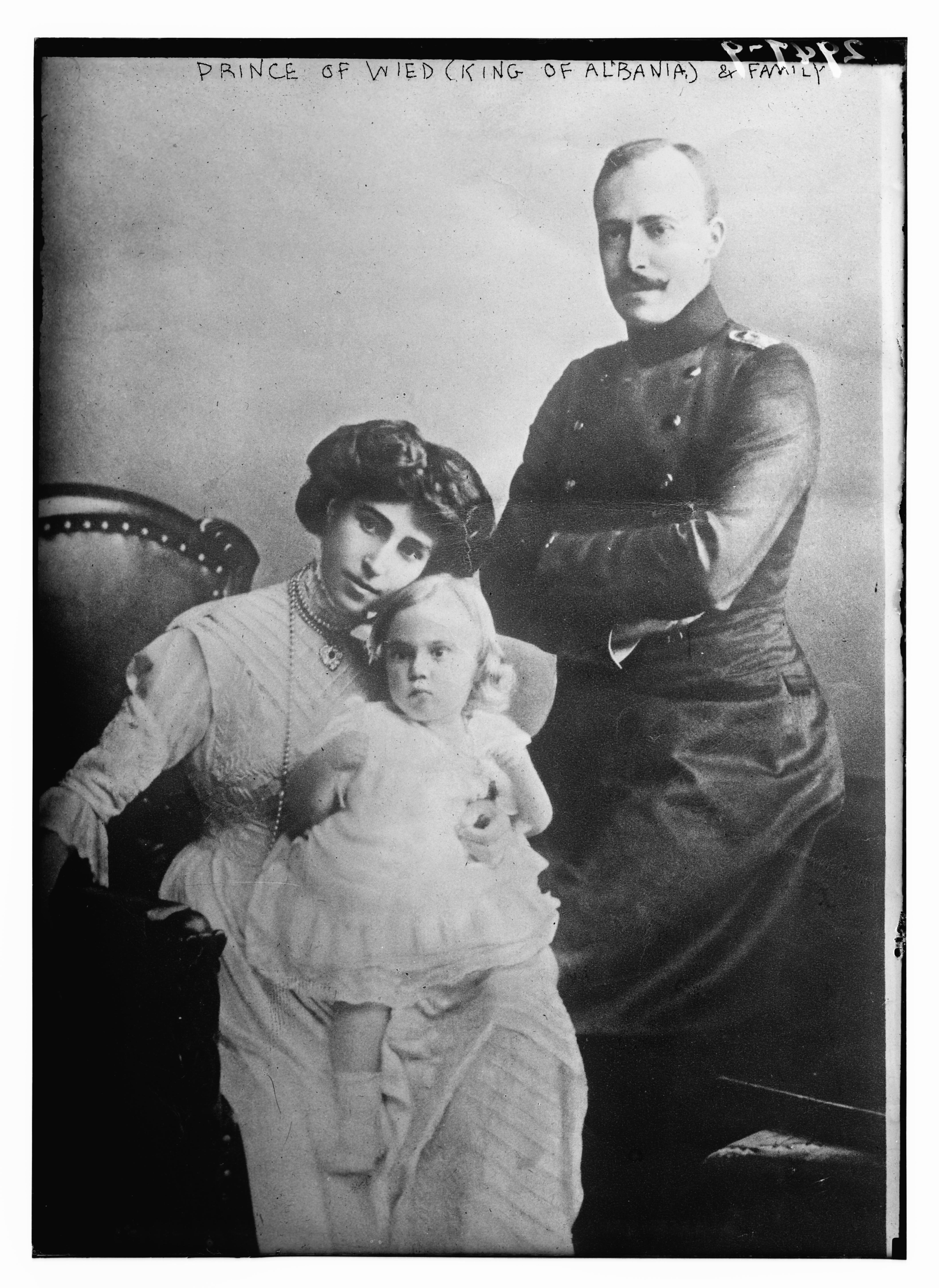
幼児期のマニナと両親

ヴィート侯ヴィルヘルムの次男でプロイセン陸軍の騎兵大尉だったヴィート侯子ヴィルヘルムと、その妻ゾフィー（シェーンブルク＝ヴァルデンブルク侯オットー・ヴィクトル2世の妹）の間の第1子、長女として生まれた。全名はマリー・エレオノーレ・エリーザベト・ツェツィーリエ・マティルデ・ルツィエ・ツー・ヴィート（Marie Eleonore Elisabeth Cecilie Mathilde Lucie Prinzessin zu Wied）。母はポツダムでは有力なサロンの女主人であり、そのサロンは同市の上流階級・文人の中心的な社交場の1つだった。1913年10月、父が新生アルバニア公国の元首に選出され、一家は1914年3月に公国の首都ドゥラスに入った。しかし第1次世界大戦の勃発後まもなく父は公位を保つことが出来なくなり、一家は同年9月3日にアルバニアを離れた。
家族や友人から「マニナ（Manina）」の愛称で呼ばれたマリー・エレオノーレは、ライン地方の父の実家や、ザクセン地方やルーマニアに住む母方の親族の屋敷で育った。ノイヴィート郊外のモンレポス城での少女時代の暮らしを、マニナは人生最良の時代だったと回想している。マニナは非常に生真面目で、自然や動物をこよなく愛する少女だった。動物好きは、1921年に落馬事故で大怪我をしてからも変わることは無かった。成長すると、自然科学に関心を持つようになった。
ミュンヘンの女子中等教育学校を卒業後、母の反対を押し切り、シュトゥットガルトのホーエンハイム大学農学部に入学する。1年ほどで同大学を去ると、ベルリン大学とボン大学で国民経済学および政治学を学んだ。非常に優秀な成績ゆえに奨学金を得て、アメリカ合衆国オハイオ州のオーバリン大学に1年間給費生として留学した。さらに滞在期間を延長し、各地を旅行して様々な人々と関わりを持ったことは、彼女にとって見識を広げる大きな経験となった。1934年、ナチス・ドイツの迫害を逃れてアメリカ合衆国に入国した同郷の法学者ヨアヒム・フォン・エルベ（パウル・メンデルスゾーン＝バルトルディの曾孫）のために紹介状を書き、エルベの就職を斡旋した。1935年にディプロマを取得し、1937年11月13日に「magna cum laude（5等級中の2等級）」の成績で法学・国家学学士号を授与された。学位論文のテーマは「南米における外国資本；経済恐慌の発生事例とそれに対する有効な経済政策の試みについて（Das Auslandskapital in Südamerika. Ein Sonderfall der Entstehung von kapitalistischen Krisen und den Möglichkeiten und Versuche einer ausgleichenden Wirtschaftspolitik.）」であった。
1937年11月20日にミュンヘンにおいて、母の又従弟にあたるシェーンブルク＝ヴァルデンブルク侯子アルフレート（1905年 - 1941年）と結婚した。結婚後は婚家のあるドロイスィヒに住んだ。夫は第2次世界大戦にドイツ国防軍の士官として従軍し、病を得て1941年にツァイツの衛戍病院で死んだ。未亡人となったマニナは、父の隠棲するルーマニアのファンタネレの城に身を寄せた。この機にドイツを出国したのは、ナチス政権下で暮らすことに嫌悪を感じていたためでもあった。
1941年より大ルーマニアが枢軸国側について第2次世界大戦に参戦すると、バカウとドニプロペトロウシクの衛戍病院で赤十字社の看護婦として働いた。看護師職は非常に過酷なもので、マニナは心身ともに調子を崩して何度も仕事を休職せねばならなかった。1944年、赤軍がルーマニア国境を突破したとき、彼女は前線からわずか100㎞ほどの位置にある父の居城にいた。宮廷クーデタに伴う前線の変更後、マニナと父ヴィルヘルムはルーマニアを占拠したソ連軍によって一時拘禁されたが、国王ミハイ1世の執り成しで解放され、シナヤに避難することができた。父娘はプレデアルの所領に移った。マニナはこの地で老父の最期を看取った（1945年4月）。
父の死後、マニナは首都ブカレストに出たが、戦後の混乱期にあって出国手続きは不可能だった。それに、「国王の縁戚」という肩書でこの国に滞在している彼女の立場は、非常に困難な状況に陥りつつあった。1947年にミハイ1世が退位・亡命を余儀なくされると、彼女の滞在問題をめぐる状況は厳しさを増した。彼女はイギリス大使館の広報担当者に働きかけて出国の可能性を探った。しかしこの試みは無駄に終わり、彼女は仕方なくブカレストに留まることになった。1948年2月5日、彼女はガラツィの商工会議所会頭を務めたことのあるルーマニア人商人イオン・ブネア（1899年 - ?）と再婚した。この結婚の動機の1つには、マニナがルーマニア人平民の姓を名乗ることで、官公庁で屈辱的な扱いを受けずに済むということがあった。結婚後まもなく、マニナは夫ブネアを含むグループとともに、ルーマニア国境を違法に越境しようとした。彼女は自分の宝石類を売ったお金を、この亡命者グループの逃避行の資金として提供していた。しかしこのグループ内の裏切り者の密告により、グループ全員が逮捕された。1950年2月、マニナは「西側諸国と結託してのスパイ行為およびサボタージュ」の罪で有罪となり、15年の強制労働の実刑を言い渡された。ブネアもまた5年の強制労働刑に処せられた。
マニナはカルパティア山脈にある政治犯収容所の女子監房に収容され、元国王の親族であるという理由で、収容者の中でも極めて差別的な待遇に耐えなければならなかった。その後、彼女はミエルクレア＝チュクの待遇の劣悪な外国人抑留者収容所に身柄を移された。1956年初めに結核に罹患し、体が弱っていく中で、1956年9月29日、腸の手術を受けた直後に死去した。遺体は同収容所の収容者によって、収容所敷地内に埋められた。ノイヴィートの親族たちは、1957年初頭になって初めて彼女の訃報を聞いた。

## 著作
- Das Auslandskapital in Südamerika. Waldenburg/Sachsen 1937 (gleichzeitig Dissertation an der Universität zu Berlin)

## 引用
1. 1 2 3 4 5 6 7 8  Bernd Willscheid: Manina zu Wied (1909–1956). In: Frauenbüro Neuwied (Hrsg.): Von Frau zu Frau. Teil II, Verlag Peter Kehrein, 1995, ISBN 3-9803266-5-9, S. 82–92